# Let do vesmíru (Otakar Schindler)
Let do vesmíru také známý jako Sputnik či Úspěchy soudobé kosmonautiky je kovová plastika od českého umělce Otakara Schindlera (1923 – 1998). Exteriérová plastika z nerezové oceli, která vznikla v roce 1961 se nachází na náměstí Jurije Gagarina v městském obvodu Slezská Ostrava v Ostravě v Moravskoslezském kraji. Dílo vznikalo na základě výběrového řízení v tehdejším Československu a mělo za cíl být nejen uměleckým dílem, ale také poutačem či reklamním prvkem. Na železobetonovém podstavci je na trojnožce umístěna kovová koule s hroty. Nejdelší hrot je zvýrazněn kovovou stuhou a směruje k nebesům. Dílo připomíná umělou kosmickou družici a určitá podobnost se Sputnikem jako zdroj inspirace je zřejmá. Dílo je ve slohu socialistického realismu, působí nadčasově a ukazovalo úspěchy tehdejší kosmonautiky. Tématem je kosmonautika, která vhodně a tematicky ladí s názvem náměstí Jurije Gagarina. Dílo je zachovalé a v dobrém stavu a kolem něj je vysazená zeleň.

## Galerie

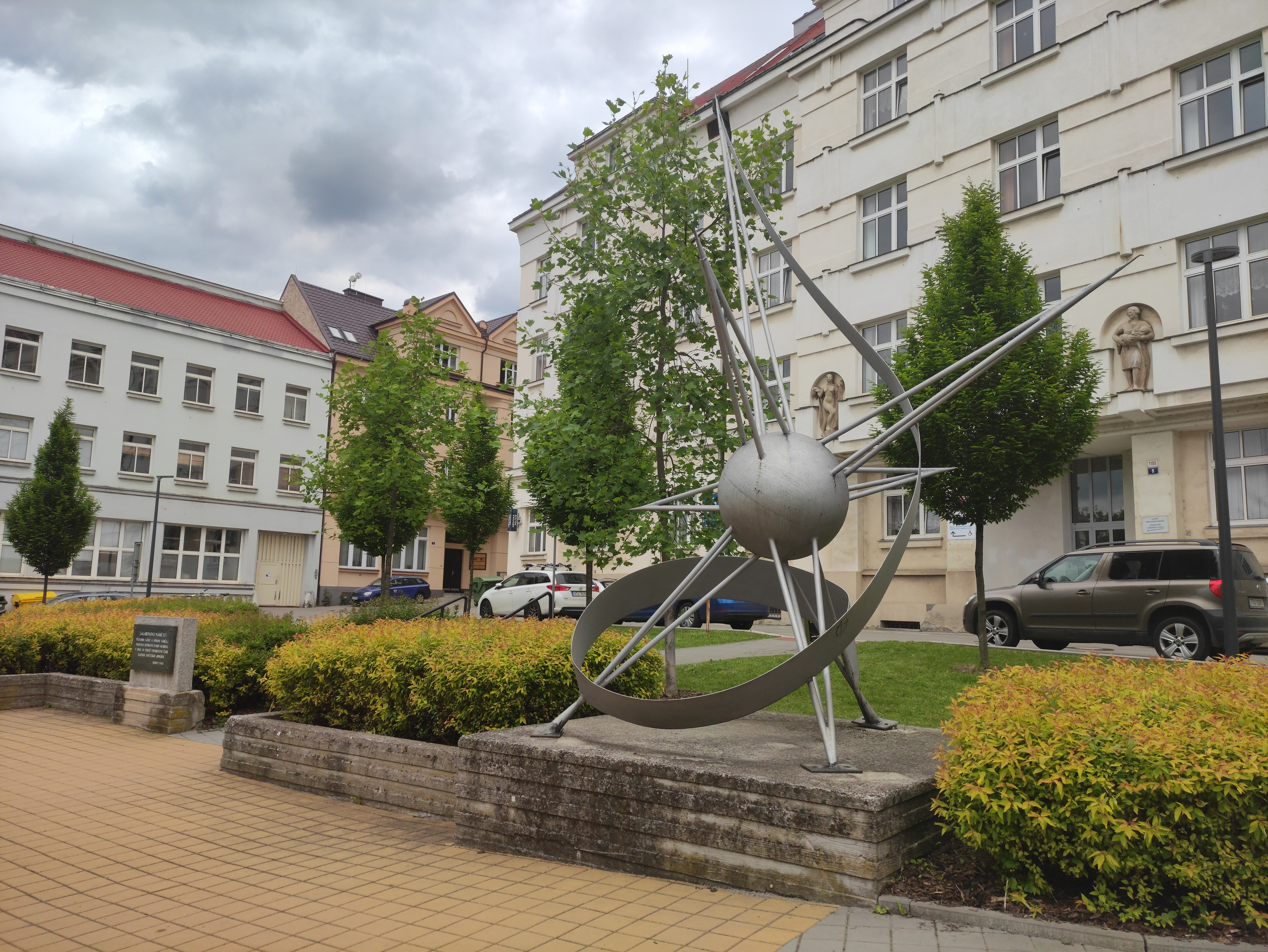
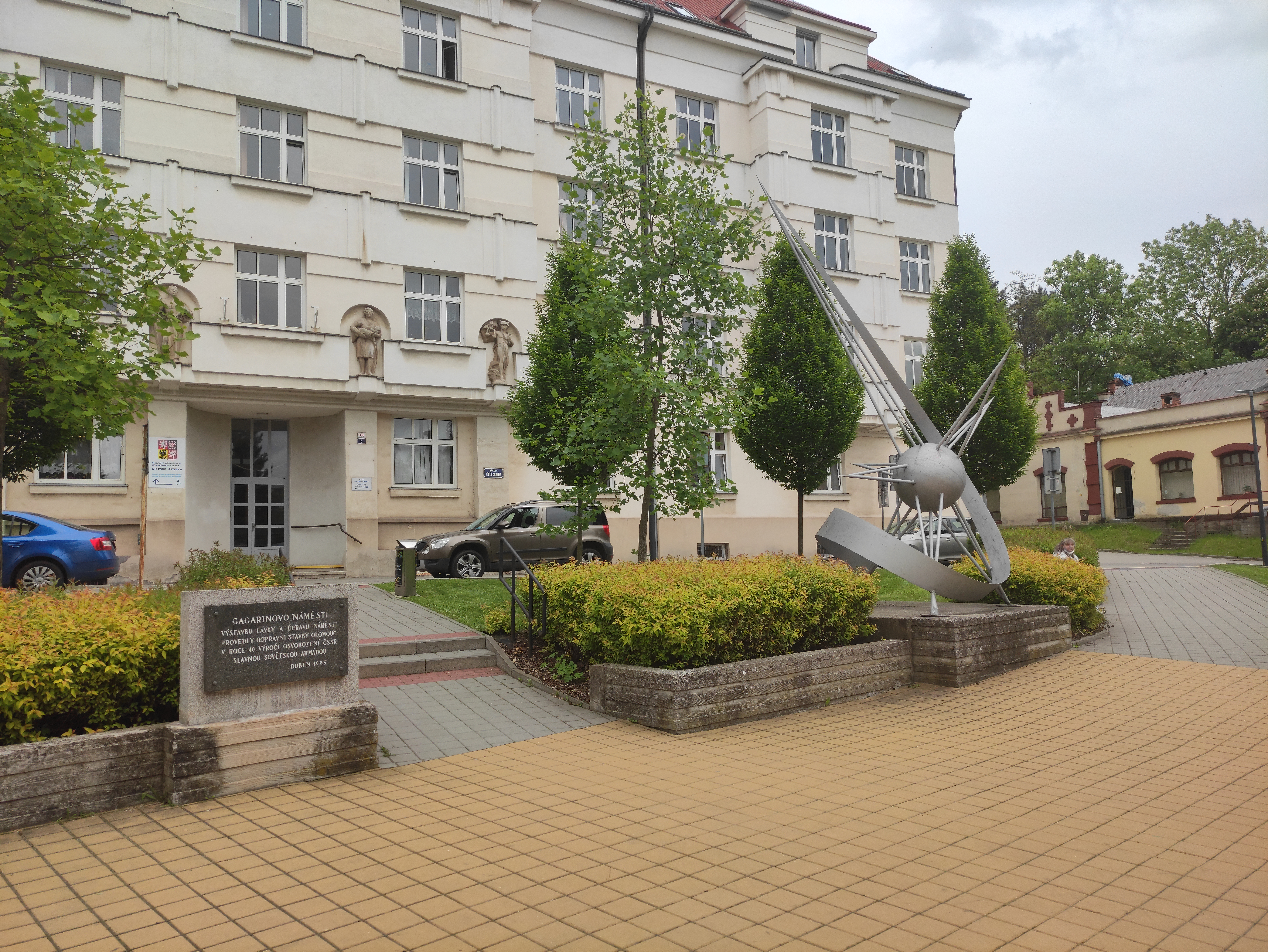